# Carolus Clusius
Carolus Clusius, francouzsky Charles l´Ecluse (19. února 1526, Arras – 4. dubna 1609, Leiden) byl vlámský, francouzsky hovořící průkopník moderní botaniky a odborného zahradnictví.

## Život

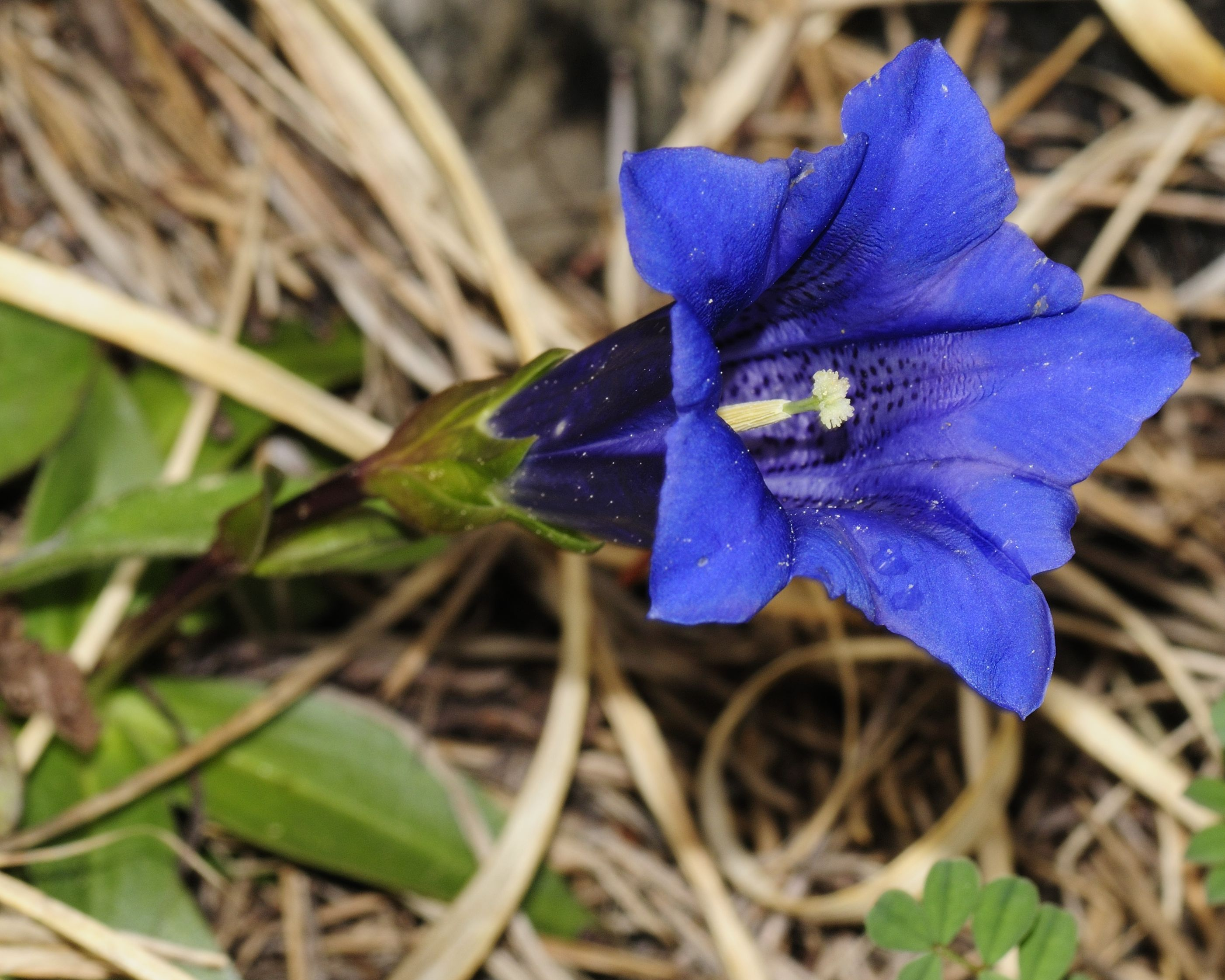
Hořec Clusiův

Vystudoval lékařství na univerzitě v Montpellier, ale medicínu nikdy neprovozoval. Navštěvoval též univerzity v Lovani, Marburgu, Wittenbergu, Frankfurtu a Štrasburku. Roku 1573 odešel do Vídně, kde byl jmenován ředitelem císařské zahrady Maxmiliána II., proslavené zejména tulipány. Clusius s nimi dělal mnoho šlechtitelských pokusů a založil tak, byť paradoxně ve Vídni, slavnou holandskou školu jejich pěstování. Měl též podíl na průniku brambor, tabáku, jírovce, šeříku, platanu a mnoha cibulovin do střední Evropy. Roku 1576 byl Clusius – stejně jako všichni ostatní protestantští dvořané – propuštěn císařem Rudolfem II. Přesto zůstal ve Vídni, věnoval se zde zejména práci na svých botanických spisech, v nichž některé druhy rostlin (zejména horských) popsal jako první. Popsal květenu Rakouska a Uher včetně hub a podnikl několik horských výstupů do východních Alp. V letech 1587–1593 působil ve Frankfurtu nad Mohanem. Roku 1593 byl jmenován profesorem na univerzitě v Leidenu, kde učil až do smrti. Založil zde univerzitní zahradu Hortus Academicus.
Jsou po něj pojmenovány např. hořec Clusiův nebo kamzičník Clusiův.